# Molella

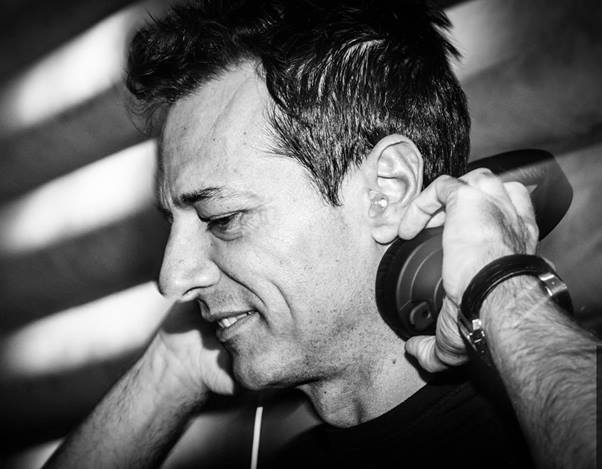
Molella 2014

Maurizio Molella (* 6. November 1964 in Monza), bekannt als DJ Molella, Molella oder Molly, ist ein italienischer DJ, Musikproduzent und Radiomoderator.

## Karriere
Schon als Jugendlicher mixte Molella Musik auf Kassetten und begann, bei einem lokalen Radiosender zu arbeiten. 1986 startete er seine Karriere bei Radio DeeJay, in Zusammenarbeit mit Gerry Scotti, Amadeus und Jovanotti. Letzteren begleitete er auch bei Fernsehauftritten und Tourneen. Es folgten weitere Sendungen bei Radio Deejay, besonders erfolgreich war Do Re Mix. Mit Eigenproduktionen gelangen Molella daneben auch Charterfolge, zunächst mit Revolution (1992) und Confusion (1993), dann mit Change, das 1994 die Spitze der italienischen Singlecharts erreichen konnte. 1995 veröffentlichte er sein erstes Album Originale radicale musicale.
Als Produzent hatte Molella in diesen Jahren besonders mit der Sängerin Gala Erfolg, die 1996 mit Freed from Desire einen europaweiten Hit landen konnte. Daneben arbeitete er mit The Outhere Brothers zusammen, mit denen er bei Top of the Pops auftrat, und startete das Projekt The Soundlovers. Auch Remixe für u. a. Vasco Rossi und Gemelli Diversi stießen auf Zuspruch. Selbst gelangen ihm um die Jahrtausendwende noch eine Reihe von Charterfolgen, etwa 1997 mit It’s a Real World. 2001 veröffentlichte er sein zweites Album Les jeux sont faits, das ebenfalls die Charts erreichte. Im Jahr darauf wurde Molella mit dem Italian Music Award als bester Dance-Produzent ausgezeichnet.
Es folgten weitere Remixe sowie eine Zusammenarbeit mit Gigi D’Agostino im Projekt Gigi & Molly. 2004 erschien Molellas drittes Album Made in Italy, gefolgt 2009 von Mollywood.

## Diskografie

### Alben
| Jahr | Titel               | Höchstplatzierung, Gesamtwochen, AuszeichnungChartsChartplatzierungen (Jahr, Titel, Platzierungen, Wochen, Auszeichnungen, Anmerkungen) | Anmerkungen  |
| Jahr | Titel               | IT | Anmerkungen  |
| ---- | ------------------- | --- | ------------ |
| 2001 | Les jeux sont faits | IT27 (5 Wo.)IT | Liquid Sound |

- Originale radicale musicale (1995; Time)
- Made in Italy (2004; Liquid Sound)
- Mollywood (2009; DIY)

### Singles (Auswahl)
| Jahr | Titel Album                                                     | Höchstplatzierung, Gesamtwochen, AuszeichnungChartsChartplatzierungen (Jahr, Titel, Album, Platzierungen, Wochen, Auszeichnungen, Anmerkungen) | Anmerkungen                                        |
| Jahr | Titel Album                                                     | IT | Anmerkungen                                        |
| ---- | --------------------------------------------------------------- | --- | -------------------------------------------------- |
| 1992 | Revolution                                                      | IT5 (14 Wo.)IT |                                                    |
| 1993 | Confusion Originale radicale musicale                           | IT4 (20 Wo.)IT |                                                    |
| 1994 | Change Originale radicale musicale                              | IT1 (14 Wo.)IT |                                                    |
| 1995 | Originale radicale musicale (Remix) Originale radicale musicale | IT8 (5 Wo.)IT |                                                    |
| 1995 | XS Originale radicale musicale                                  | IT18 (4 Wo.)IT |                                                    |
| 1995 | If You Wanna Party (Remix) Originale radicale musicale          | IT8 (7 Wo.)IT |                                                    |
| 1996 | See the Difference                                              | IT6 (7 Wo.)IT | mit Asher Senator                                  |
| 1997 | It’s a Real World                                               | IT2 (3 Wo.)IT | mit Phil Jay Platz 3 (13 Wochen) in den M&D-Charts |
| 1998 | With This Ring Let Me Go                                        | — | mit Phil Jay Platz 3 (16 Wochen) in den M&D-Charts |
| 2000 | Genik Les jeux sont faits                                       | — | Platz 32 (5 Wochen) in den M&D-Charts              |
| 2001 | Discotek People Les jeux sont faits                             | — | Platz 34 (8 Wochen) in den M&D-Charts              |
| 2001 | Listen Les jeux sont faits                                      | IT48 (1 Wo.)IT |                                                    |
| 2001 | Love Lasts Forever Les jeux sont faits                          | IT41 (2 Wo.)IT | Platz 22 (15 Wochen) in den M&D-Charts             |
| 2002 | Whistle’s Party Les jeux sont faits                             | — | Platz 28 (6 Wochen) in den M&D-Charts              |
| 2002 | T.V.A.B. (Ti voglio ancora bene) Made in Italy                  | IT29 (1 Wo.)IT | Platz 15 (13 Wochen) in den M&D-Charts             |
| 2002 | Magia                                                           | IT37 (1 Wo.)IT | Platz 28 (4 Wochen) in den M&D-Charts              |
| 2003 | Baby! Made in Italy                                             | IT48 (3 Wo.)IT | Platz 19 (10 Wochen) in den M&D-Charts             |
| 2003 | Desert of Love Made in Italy                                    | IT49 (1 Wo.)IT | Platz 25 (11 Wochen) in den M&D-Charts             |
| 2004 | Tell Me Made in Italy                                           | IT48 (1 Wo.)IT |                                                    |
| 2004 | Sunshine Made in Italy                                          | IT49 (1 Wo.)IT |                                                    |
| 2012 | Let Me Give You More                                            | IT31 (3 Wo.)IT |                                                    |

## Belege
1. 1 2 3  Dj Maurizio Molella. In: Papido.it. Abgerufen am 19. Oktober 2018.
2. ↑  Guido Racca & Chartitalia: Top 100 FIMI Album. Lulu, 2013, S. 140.
3. ↑  Chartquellen (Singles):
  - M&D-Chartarchiv. Musica e dischi, archiviert vom Original (nicht mehr online verfügbar) am 24. Juli 2017; abgerufen am 19. Oktober 2018 (italienisch, kostenpflichtiger Abonnement-Zugang).  Info: Der Archivlink wurde automatisch eingesetzt und noch nicht geprüft. Bitte prüfe Original- und Archivlink gemäß Anleitung und entferne dann diesen Hinweis.
  - Guido Racca & Chartitalia: Top 100 FIMI Singoli. Lulu, 2013, S. 123.

| Personendaten    | Personendaten                                                                     |
| ---------------- | --------------------------------------------------------------------------------- |
| NAME             | Molella                                                                           |
| ALTERNATIVNAMEN  | Molella, Maurizio (vollständiger Name); DJ Molella (Pseudonym); Molly (Pseudonym) |
| KURZBESCHREIBUNG | italienischer DJ, Musikproduzent und Radiomoderator                               |
| GEBURTSDATUM     | 6. November 1964                                                                  |
| GEBURTSORT       | Monza                                                                             |